# 痛車でいこう!!
『痛車でいこう!!』（いたしゃでいこう!!）は、山本マサユキによる日本の漫画作品。『週刊ヤングマガジン』（講談社）にて連載された。単行本は全1巻。
痛車をテーマにしている。同じ山本が『ヤンマガ』で連載した漫画と比較して、自動車をテーマにした作品としては『ガタピシ車でいこう!!』、編集を通して全国から寄せられた奇抜な情報を取材するスタイルは『奇食ハンター』と同じであり、前2作の実績を積んで作られたとも言える。
次回予告で「次号はさらに痛い!」とアオリ文句が入るなど、痛車の痛さ（失笑したくなる奇抜さ）を前面に打ち出している。

## 作品の生まれたきっかけ
山本が自動車マニアがらみの仕事として、『痛車倶楽部』に痛車の取材漫画を描いた（後述の「エピソード一覧/特別付録」参照）。この時に1号掲載分で「自分の車を痛車に」と軽い気持ちで言った所、2号で半ば強引に本当の痛車にされてしまった。この特別付録版は漫画原稿枠のサイズがヤンマガ版と微妙に異なる、ヤンマガ版第1話と内容やシチュエーションにダブりがあるなどの特徴を持ち、ヤンマガ版に対するパイロット版とも言える。
痛車がブームでありながら、メジャーな漫画雑誌ではまだ痛車漫画がまだ存在しなかったため、さらに編集が「山本がやらねば誰がやる!?」と言い（『新造人間キャシャーン』のオープニングナレーションのもじり）、『ヤンマガ』で『奇食ハンター』を一時休載、2009年3月から連載が始まった（毎週律儀に「『奇食ハンター』は休載中です」と明記されていた）。当初は4回予定だったが好評につき延長、最終的に単行本1冊が出せるほどの量となった。
連載後半では読者からのタレコミが増え、執筆対象としては楽になったが、山本自身はマニア向けの漫画・アニメはあまり知らず、その方面では苦労したと語っている（本編でも山崎のアニメオタク話にキレて山崎を殴るシーンがあるほか、mixiの公開プロフィールでも「マニア向けの漫画・アニメばかり語られたら怒る事がある」と書き添えている）。

## 登場人物
山本（山ちゃん）
金田君
デン子
単行本でのキャラ紹介では「（どんな『痛い』事でも）思ったことを口に出す素直な性格」と書かれる。
ヤッさん
担当編集者。単に漫画家番や情報の受け口・山本への案内をするだけでなく、メイド喫茶や鷲宮神社に行こうとするなど、メインキャラクターの中ではオタク色がもっとも濃い。また山本が同じ『ヤンマガ』に連載されている松本光司『彼岸島』のファンである事から、ヤッさんが悪趣味な考えを企てた時には顔が『彼岸島』の吸血鬼そっくりになり、これは『奇食ハンター』にも受け継がれている。
この4人までがメインキャラクターで、基本は『ガタピシ車でいこう!!』『奇食ハンター』とまったく同じ。
アユちゃん
本編では未登場だが、単行本ではカバーを外すと登場。自分（アユちゃん）を車体に貼った痛車が走っていると聞き、山本を問い詰める。
ドラゴン山崎（山崎龍）
実在する山本の知人で、自動車評論家など幾つかのライターをこなすが、この作品では「痛車評論家」。連載前半のセミレギュラー的存在だが、これは作者公式ブログによると「当初は痛車漫画をどう描いていいかわからず、苦肉の策として協力をお願いした」との事。「評論家は叩かれてナンボ」「僕は人を怒らせる天才」がモットーだが、本編ではこれが歪められて解釈され、毎回誰かから「痛い」肉体的暴行を受ける、コメディリリーフ的な役目も果たす。

## エピソード一覧
単行本では各エピソードの間に原則として、1ページ目にはパソコン作画に使われた乗り物から、スクリーントーン処理などを施していない素材状態の絵、2ページ目には実物の写真が掲載されている。ただし、紙面構成や権利関係の都合で載っていないものも存在する。右側のカッコは、その車に使われた絵や作品およびその説明など。目次は本自身でなく、カバー折込に印刷されている。中表紙はニコニコ動画のパロディ。
1. フィアット痛パンダ（この漫画の痛車を作った）
2. アルファロメオ痛1750GTV（『ストライクウィッチーズ』だが、権利関係を取っていないので、描き文字などで肝心な部分をごまかしてある。ちなみに山崎の私物車）
3. ランボルギーニ痛ガヤルド（『マブラヴ』）
4. ランチア痛ストラトス（『マブラヴ』夕呼先生）
5. 続フィアット痛パンダ
6. BMW痛Z4@SUPER GT（初音ミク）
7. フェラーリ痛エンツォフェラーリ（愛情委員会 - 名古屋のインディーズ女性アイドルグループ）
8. スズキ痛GSX250（ソーラーカーを擬人化したソラ子ちゃん）
9. ホンダ痛シティ全日本ラリー選手権（めろんちゃん - メロンブックスのマスコットキャラ）
10. ヤマハ痛ジョグ（『妹あいどる』 - 山本の初期連載作品）
11. ミツビシ痛eKワゴン（『kiss×sis』 - 同じヤンマガ連載作品。山本のブログによると、レイアウトは山本が担当した）
12. トヨタ痛AE86（『ToHeart2』 - 車は今回プラモデル。『頭文字D』のパロディシーンがある）
13. マツダ痛ロードスター（立川魔法都市化ぷろじぇくと）
14. 痛車巡礼木崎湖（おねがい☆ティーチャー）
15. ホンダ痛プレリュード（オリジナルキャラ）
16. インポート痛車ショー（特定の作品を扱っていないが、山本の知人のアスキー (企業)関係者の協力で、『らき☆すた』のみ明確に登場）
17. 伊賀鉄道痛忍者電車
18. トヨタ痛アルファード（『終わりなき夏 永遠なる音律』）

- 特別付録 フィアット痛パンダ製作レポート(1)
- 特別付録 フィアット痛パンダ製作レポート(2)